# Xavier de Magallon
Xavier de Magallon, marchese de Magallon d'Argens (Marsiglia, 2 aprile 1866 – Marsiglia, 6 settembre 1956), è stato un poeta, traduttore e politico francese.

## Biografia
Figlio di Jules de Magallon d'Argens (1820-1903), è stato un militante nazionalista, vicino a Paul Déroulède e a Édouard Drumont, poi dell'Action française, a partire dalla nascita del movimento. Il suo impegno politico si mantenne costante lungo questa direzione fino all'Occupazione durante la quale appoggiò coerentemente il regime di Vichy.
Fece parte del comitato maggiore dell'Agence de presse Inter-France e contribuì al quotidiano L'Action Française di Charles Maurras, alla Revue fédéraliste e a L'Appel di Pierre Costantini.
Alla Liberazione, fu detenuto nella prigione di Fresnes e poi rimesso in libertà per età avanzata.
Poeta neo-parnassiano, fu un «verseggiatore» — secondo il giudizio di Mario Bonfantini — «eloquente e sonoro»; nel 1921 fu incluso nel gruppo della «Nouvelle Plèiade», con Paul Valéry, Joachim Gasquet, Charles Derennes, Pierre Camo, Fernand Mazade e Anna de Noailles. Fu anche appassionato di storia romana (affermò di sentire la presenza di Roma nella sua Provenza) e di poesia latina; come traduttore rese in francese le Bucoliche di Virgilio.
Xavier de Magallon è conosciuto anche per una parentesi politica, in qualità di deputato dell'Hérault, dal 1919 al 1924.

## Opere
- Villebois-Mareuil et le Mouvement national, conférence faite à Paris, le 21 mai 1900, précédée d'un discours de François Coppée, Bureaux de l'Action française, Paris, 1900
- L'Œuvre de la clinique-hôpital Saint-Luc, discours, Paris, J. Mersch, Paris, 1911
- Le Socialisme et l'amnistie, discours prononcé à la Chambre des députés le 23 juillet 1920, préface de Maurice Barrès, L'Écho de Paris, Paris, 1920
- Les Amitiés. Odelettes et Dédicaces, Librairie de France, Paris, 1930
- Les Bucoliques de Virgile, préface de Fernand Mazade, Librairie de France, Paris, 1930
- L'Ombre, pointe-sèche et ornements par Pierre Pascal, Éditions du Trident, Paris, 1934
- Le Livre des ombres, Éditions nationales, Paris, 1935
- Odes et Poèmes, Éditions nationales, Paris, 1936
- La Veillée du Maréchal, préface de Pierre Pascal, F. Sorlot, Clermont-Ferrand, 1941
- Poèmes. Le Livre des ombres. Les Bucoliques. Les Amitiés. Au fil des jours, Mercure de France, Paris, 1943